# STS-109
STS-109 var en rymdfärjeflygning i det amerikanska rymdfärjeprogrammet. Det var den tjugosjunde flygningen med Columbia. Den sköts upp från Pad 39B vid Kennedy Space Center i Florida den 1 mars 2002. Efter nästan elva dagar i omloppsbana runt jorden återinträdde rymdfärjan i jordens atmosfär och landade vid Kennedy Space Center.
Uppdraget var att serva Rymdteleskopet Hubble.